# Nanna Christiansen
: 
Nanna Christiansen (Dinamarca; 11 de agosto de 2000) es una futbolista danesa. Juega como mediocampista y su equipo actual es el Brøndby IF de la Elitedivisionen y forma parte de la selección de fútbol femenino de Dinamarca.

## Carrera

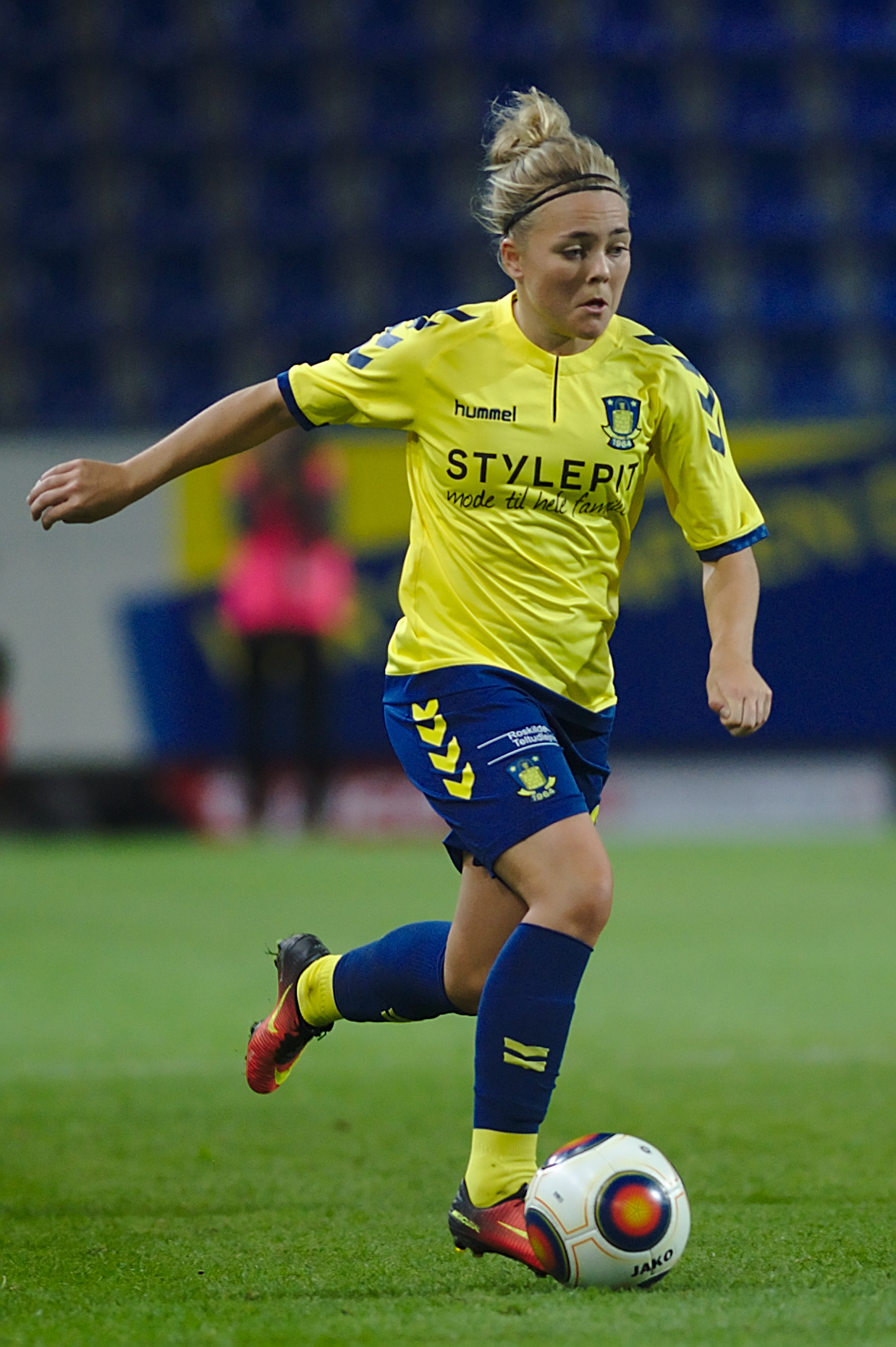
Nanna Christiansen, jugando para el Brøndby IF en un partido del Campeonato de la UEFA contra el SKN St. Pölten (2016)

Comenzó a jugar al fútbol a los 8 años, en 1997, con Skjold, donde permaneció durante 10 años, siendo elegida en 2006 la mejor joven talentosa del fútbol femenino danés por la DBU, que había establecido el reconocimiento en ese año.
En 2007 se trasladó a Brøndby IF, donde permaneció durante mucho tiempo, con la única excepción de la temporada 2013/2014, en la que jugó en el B93 / HIK / Skjold.
También participa en la Liga de Campeones Femenina de la UEFA, en la que la semifinal de 2015 es el mejor resultado, perdieron ante el 1. FFC Fráncfort que más tarde terminó ganando el torneo.

## Selección nacional
Christiansen ha sido miembro de la selección absoluta de Dinamarca desde 2009, debutando en la derrota por 2-0 ante Estados Unidos en la Copa de Algarve y siendo nombrada en el equipo para la Eurocopa Femenina 2009. Como internacional juvenil, había jugado en los Campeonato Europeo Femenino Sub-19 de la UEFA de 2006 y 2007.
El 8 de octubre de 2019, hizo su aparición número 100 internacional en el partido contra Georgia.

## Palmarés
Brøndby IF
- Elitedivisionen (6): 2007/2008, 2011/2012, 2012/2013, 2014/2015, 2016/2017, 2018/2019.
- Copa de Dinamarca Femenina (7): 2010/2011, 2011/2012, 2012/2013, 2013/2014, 2014/2015, 2016/2017, 2017/2018.